# Eliot Stannard
Eliot Cardella Stannard (wym. [ˈɛliət ˌkɑrˈdɛlə ˈstænərd]; ur. 1 marca 1888 w Londynie, zm. 21 listopada 1944 tamże) – angielski dramaturg, scenarzysta i reżyser filmowy, uznawany za jedną z najważniejszych osób pierwszych lat kinematografii brytyjskiej i ery filmu niemego. Znany jako najdłużej współpracujący scenarzysta z angielskim reżyserem Alfredem Hitchcockiem (1925–1929).

## Życiorys
Eliot Cardella Stannard  urodził się 1 marca 1888 w londyńskiej dzielnicy Wandsworth, jako syn inżyniera budowlanego Arthura Stannarda (ok. 1854–1912) i powieściopisarki Henrietty Winter (z domu Palmer; 1856–1911), piszącej pod pseudonimem John Strange Winter. Jej powieść Bootle’s Baby (1885) sprawiła, że Stannarda początkowo nazywano „Bootles”. Miał cztery siostry – Audrey Noel Palmer Stannard (1884–1912), Dorothy Katharine Palmer Stannard (1885–1886), bliźniaczkę Violet Mignon Stannard i młodszą Olive Nancy Stannard (1895–1975). W 1911 pracował u swojego ojca jako asystent kierownika w firmie zajmującej się produkcją armatury łazienkowej. Rok później przejął zarządzanie po śmierci ojca, lecz w listopadzie 1913 ogłosił bankructwo. W następnym roku zajął się pisaniem scenariuszy filmowych.
Pracę w przemyśle filmowym rozpoczął w 1915, będąc współautorem scenariusza do niemego kryminału The Mystery of a Hansom Cab (reż. Harold Weston). Najbardziej znany ze współpracy z Alfredem Hitchcockiem, dla którego w latach 1925–1929 napisał scenariusze do dziewięciu niemych produkcji. Był najdłużej współpracującym scenarzystą z angielskim reżyserem. W 1927 magazyn „Kinematograph Weekly” okrzyknął go „najbardziej doświadczonym i najbardziej płodnym brytyjskim scenarzystą”.
W latach 1914–1933 Stannard był, wedle różnych danych, autorem scenariuszy od 80 do nawet 400 filmów (dokładna liczba nie jest znana), w tym dziewięciu dla Hitchcocka. Wyreżyserował także pięć filmów. Na początku lat 20. pracował nad większością scenariuszy  dla Ideal Film Company, jednego z wiodących brytyjskich studiów filmowych w dziedzinie filmu niemego. Zajmował się adaptacją sztuk i powieści autorstwa między innymi Arthura Winga Pinero, Charlesa Dickensa, Henry’ego Fieldinga, Johna Galsworthy’ego, Roberta Louisa Stevensona i Williama Makepeace’a Thackeraya. Zakończył pracę w branży wraz z nastaniem ery filmów dźwiękowych, choć według Patricka McGilligana w 1944 Stannard współpracował z francuskim studiem Gaumont.
Zmarł 21 listopada 1944 w St Mary Abbot’s Hospital w londyńskiej dzielnicy Kensington w wieku 56 lat. Jako przyczynę zgonu podano zwyrodnienie mięśnia sercowego i przewlekłe reumatyczne zapalenie mięśnia sercowego.

## Wybrana filmografia
Opracowano na podstawie materiału źródłowego:

- 1921: The Adventures of Mr. Pickwick – scenariusz
- 1925: Ogród rozkoszy – scenariusz
- 1927: Lokator – scenariusz, adaptacja
- 1927: Orzeł z gór – scenariusz
- 1927: Ring – współtwórca scenariusza (niewym. w czołówce)
- 1927: Na równi pochyłej – scenariusz, adaptacja
- 1928: Żona farmera – scenariusz, adaptacja
- 1928: Łatwa cnota – scenariusz
- 1928: Szampan – scenariusz
- 1929: Człowiek z wyspy – scenariusz